# 小笠原長澄
小笠原 長澄（おがさわら ながずみ、生没年不詳）は、鎌倉時代前期の武将。鎌倉幕府御家人。小笠原長清の子。別名は長隆。通称は「余一」。「大倉」を号す。

## 人物
『吾妻鏡』によれば、寛元4年（1246年）に笠懸の射手、同5年（1247年）犬追物上手の射手、宝治元年（1247年）遠笠懸の射手、同2年鶴岡八幡宮放生会の随兵、建長2年（1250年）3月の将軍藤原頼嗣の方違えに供奉した際の射的の射手、同年8月と翌年8月に犬追物上手の射手、同4年（1252年）4月の宗尊親王将軍の鎌倉入りと鶴岡八幡宮での随兵を務めた。

## 参照
- 『小笠原系図』
- 『尊卑分脈』